# Anthaenantiopsis trachystachya
Anthaenantiopsis trachystachya là một loài thực vật có hoa trong họ Hòa thảo. Loài này được (Nees) Mez ex Pilg. mô tả khoa học đầu tiên năm 1931.